# John A. Maguire

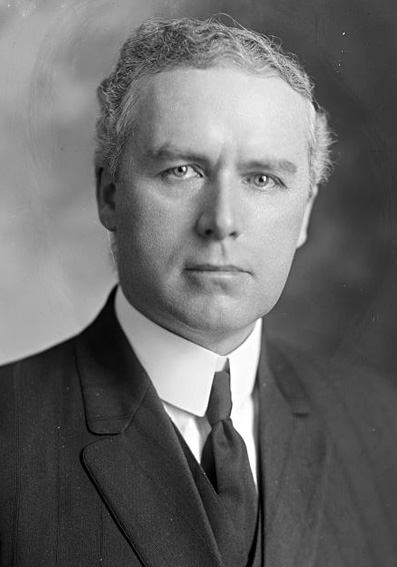
John A. Maguire

John Arthur Maguire (* 29. November 1870 bei Elizabeth, Jo Daviess County, Illinois; † 1. Juli 1939 in Lincoln, Nebraska) war ein US-amerikanischer Politiker. Zwischen 1909 und 1915 vertrat er den ersten Wahlbezirk des Bundesstaates Nebraska im US-Repräsentantenhaus.

## Werdegang
Im Jahr 1882 zog John Maguire mit seinen Eltern in das Dakota-Territorium, wo sich die Familie in der Nähe von Plankington im heutigen South Dakota niederließ. John besuchte bis 1889 die Plankington High School. Zwischen 1890 und 1893 studierte er am Agricultural College of South Dakota in Brookings und am Iowa State College of Agriculture. Mit einem Jurastudium an der University of Nebraska beendete er 1899 seine Ausbildung.
John Maguire war Mitglied der Demokratischen Partei. Von 1899 bis 1901 war er stellvertretender Kämmerer im Lancaster County. Seit dem Jahr 1902 arbeitete er als Rechtsanwalt in Lincoln. Im Jahr 1904 war Maguire Delegierter zur Democratic National Convention in St. Louis. 1905 gehörte er dem Vorstand seiner Partei in Nebraska an.
Bei den Kongresswahlen des Jahres 1908 wurde er in das US-Repräsentantenhaus gewählt. Dort löste er am 4. März 1909 Ernest M. Pollard ab, den er bei der Wahl geschlagen hatte. Nachdem er in den Jahren 1910 und 1912 jeweils bestätigt wurde, konnte John Maguire bis zum 3. März 1915 insgesamt drei Legislaturperioden im Kongress absolvieren. 1914 unterlag er aber dem Republikaner C. Frank Reavis.
Nach dem Ende seiner Zeit im Kongress arbeitete Maguire wieder als Rechtsanwalt. Im Januar 1938 wurde er Richter an einem Stadtgericht. John Maguire starb am 1. Juli 1939 und wurde in Lincoln beigesetzt.